# Онфлер
Онфле́р (фр. Honfleur) — муніципалітет у Франції, у регіоні Нормандія, департамент Кальвадос. Населення — 6761 особа (01.01.2021).
Муніципалітет розташований на відстані близько 170 км на захід від Парижа, 55 км на північний схід від Кана.

## Історія
До 2015 року муніципалітет перебував у складі регіону Нижня Нормандія. Від 1 січня 2016 року належить до нового об'єднаного регіону Нормандія.

## Демографія
Динаміка населення (base Cassini de l'EHESS pour les nombres retenus jusqu'en 1962, base Insee à partir de 1968 (population sans doubles comptes puis population municipale à partir de 2006) ·  ):
Розподіл населення за віком та статтю (2006):
| Стать | Всього | До 15 років | 15-24 | 25-44 | 45-64 | 65-85 | Понад 85 |
| --- | ------ | ----------- | ----- | ----- | ----- | ----- | -------- |
| Чоловіки | 3822   | 776         | 528   | 1148  | 819   | 518   | 33       |
| Жінки | 4354   | 797         | 488   | 1117  | 898   | 914   | 140      |
| \| Статево-вікова піраміда \| Статево-вікова піраміда \| Статево-вікова піраміда \| \| ----------------------- \| ----------------------- \| ----------------------- \| \| Чоловіки \| Вік \| Жінки \| \| 33 \| 85 + \| 140 \| \| 69 \| 80-84 \| 222 \| \| 143 \| 75-79 \| 194 \| \| 167 \| 70-74 \| 301 \| \| 139 \| 65-69 \| 197 \| \| 135 \| 60-64 \| 185 \| \| 219 \| 55-59 \| 228 \| \| 216 \| 50-54 \| 232 \| \| 249 \| 45-49 \| 253 \| \| 316 \| 40-44 \| 260 \| \| 256 \| 35-39 \| 279 \| \| 260 \| 30-34 \| 311 \| \| 316 \| 25-29 \| 267 \| \| 241 \| 20-24 \| 266 \| \| 287 \| 15-20 \| 222 \| \| 257 \| 10-14 \| 263 \| \| 239 \| 5-9 \| 239 \| \| 280 \| 0-4 \| 295 \| |        |             |       |       |       |       |          |
| Статево-вікова піраміда |        |             |       |       |       |       |          |
| Чоловіки | Вік    | Жінки       |       |       |       |       |          |
| 33 | 85 +   | 140         |       |       |       |       |          |
| 69 | 80-84  | 222         |       |       |       |       |          |
| 143 | 75-79  | 194         |       |       |       |       |          |
| 167 | 70-74  | 301         |       |       |       |       |          |
| 139 | 65-69  | 197         |       |       |       |       |          |
| 135 | 60-64  | 185         |       |       |       |       |          |
| 219 | 55-59  | 228         |       |       |       |       |          |
| 216 | 50-54  | 232         |       |       |       |       |          |
| 249 | 45-49  | 253         |       |       |       |       |          |
| 316 | 40-44  | 260         |       |       |       |       |          |
| 256 | 35-39  | 279         |       |       |       |       |          |
| 260 | 30-34  | 311         |       |       |       |       |          |
| 316 | 25-29  | 267         |       |       |       |       |          |
| 241 | 20-24  | 266         |       |       |       |       |          |
| 287 | 15-20  | 222         |       |       |       |       |          |
| 257 | 10-14  | 263         |       |       |       |       |          |
| 239 | 5-9    | 239         |       |       |       |       |          |
| 280 | 0-4    | 295         |       |       |       |       |          |

## Економіка
2010 року серед 5037 осіб працездатного віку (15—64 років) 3639 були активними, 1398 — неактивними (показник активності 72,2%, у 1999 році було 70,9%). З 3639 активних мешканців працювали 3022 особи (1635 чоловіків та 1387 жінок), безробітними було 617 (301 чоловік та 316 жінок). Серед 1398 неактивних 370 осіб було учнями чи студентами, 450 — пенсіонерами, 578 були неактивними з інших причин.

У 2010 році в муніципалітеті числилось 3676 оподаткованих домогосподарств, у яких проживали 8084,5 особи, медіана доходів виносила 16 081 євро на одного особоспоживача

## Особи, пов'язані з містом
- Адольф-Фелікс Кальс (1810-1880), французький художник
- Ежен Буден (1824-1898), французький художник-пейзажист, уродженець Онфлера

## Галерея зображень

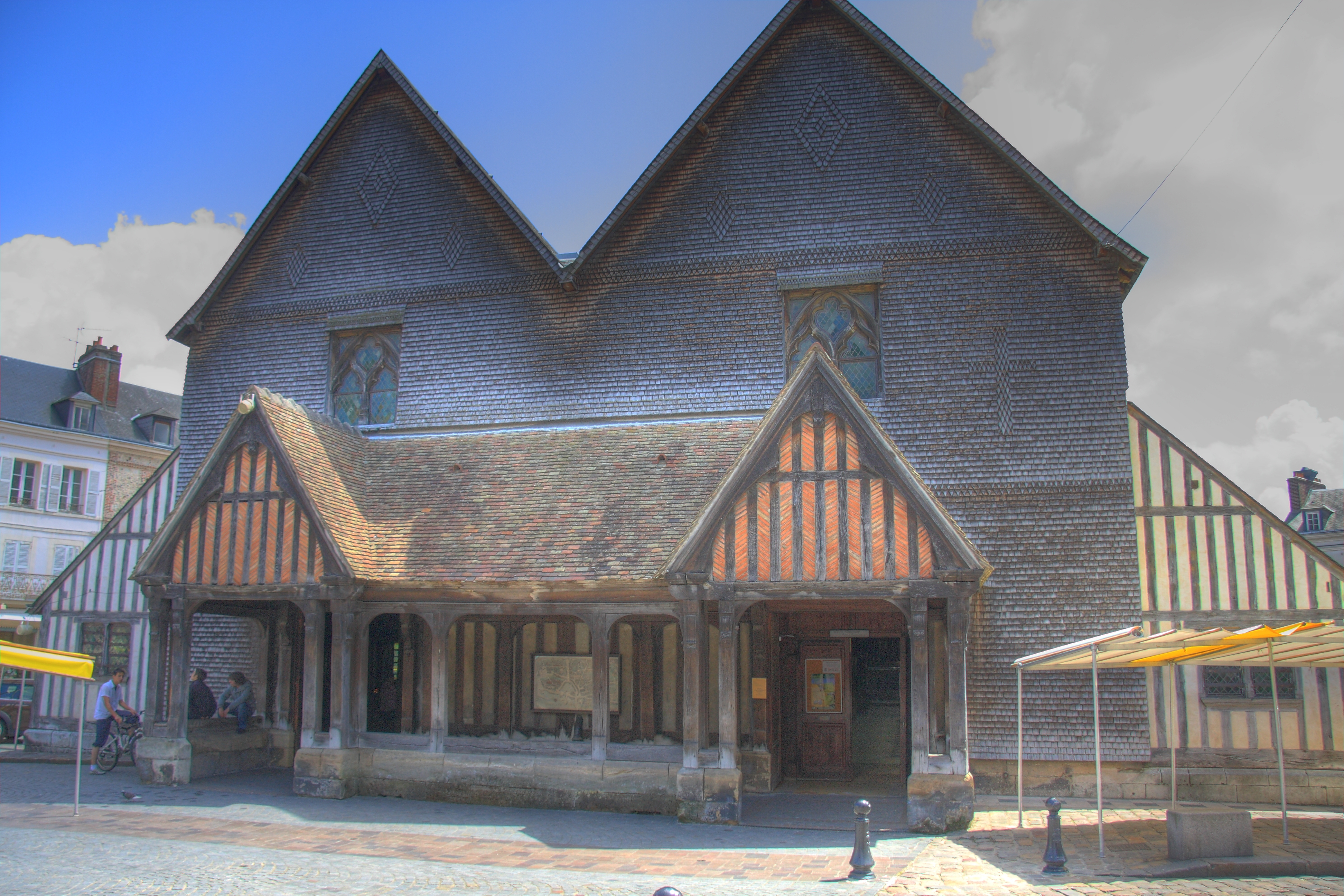
Sainte-Catherine, porche XXe siècle. Les 2 nefs
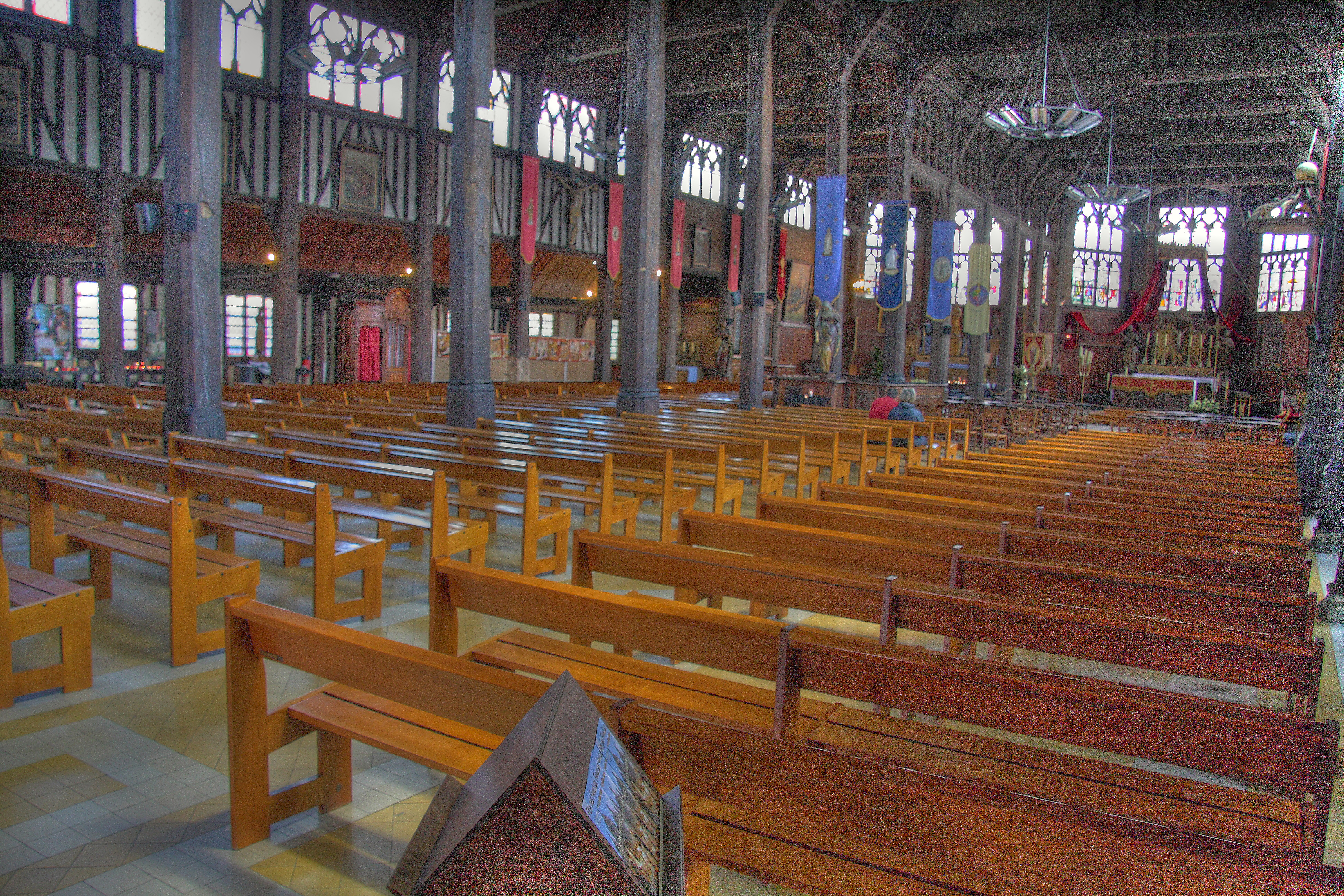
Intérieur : gauche, nef en bateau XVe s.; droite, nef XVIe s.
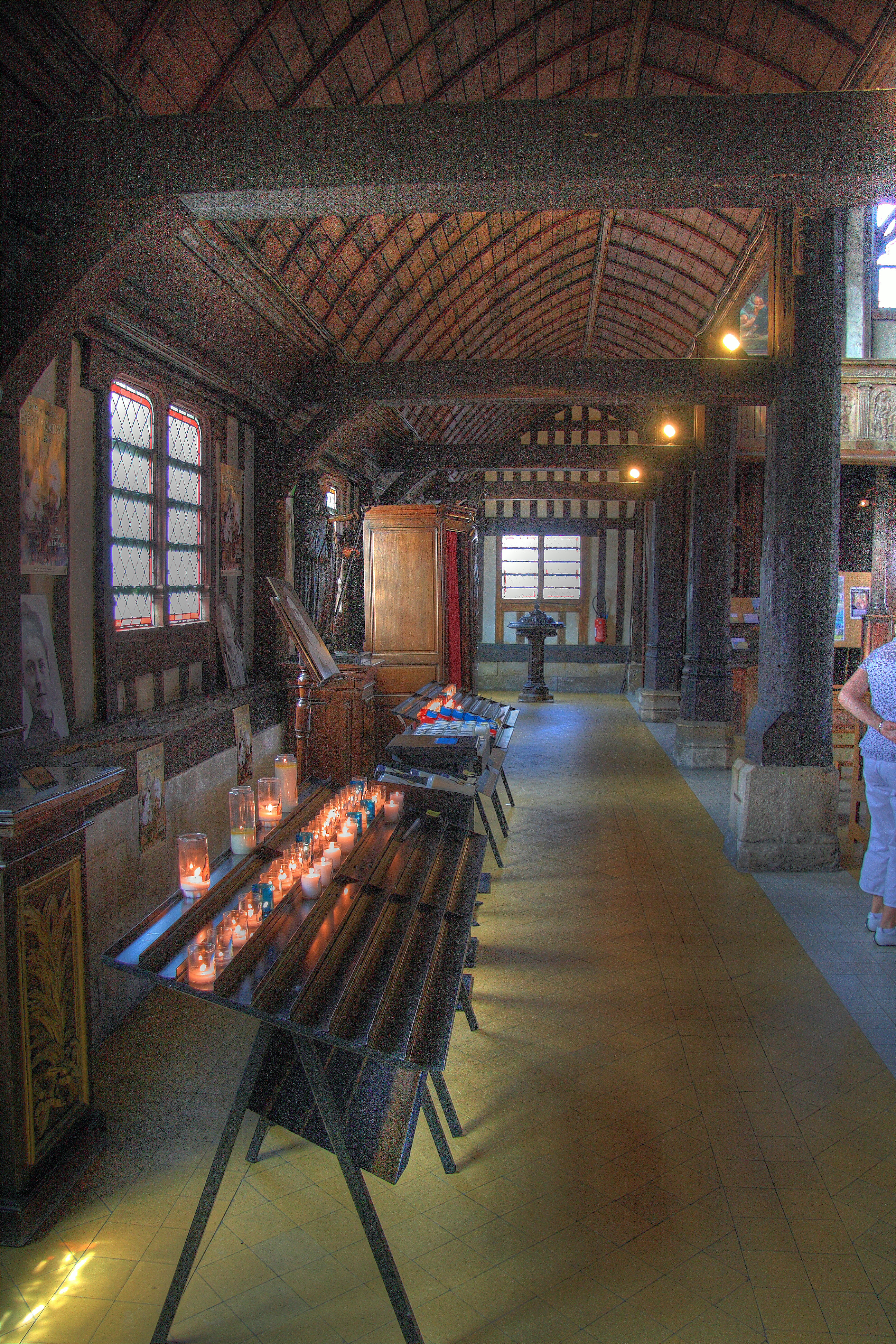
Bas-côté sud, sans chapelle
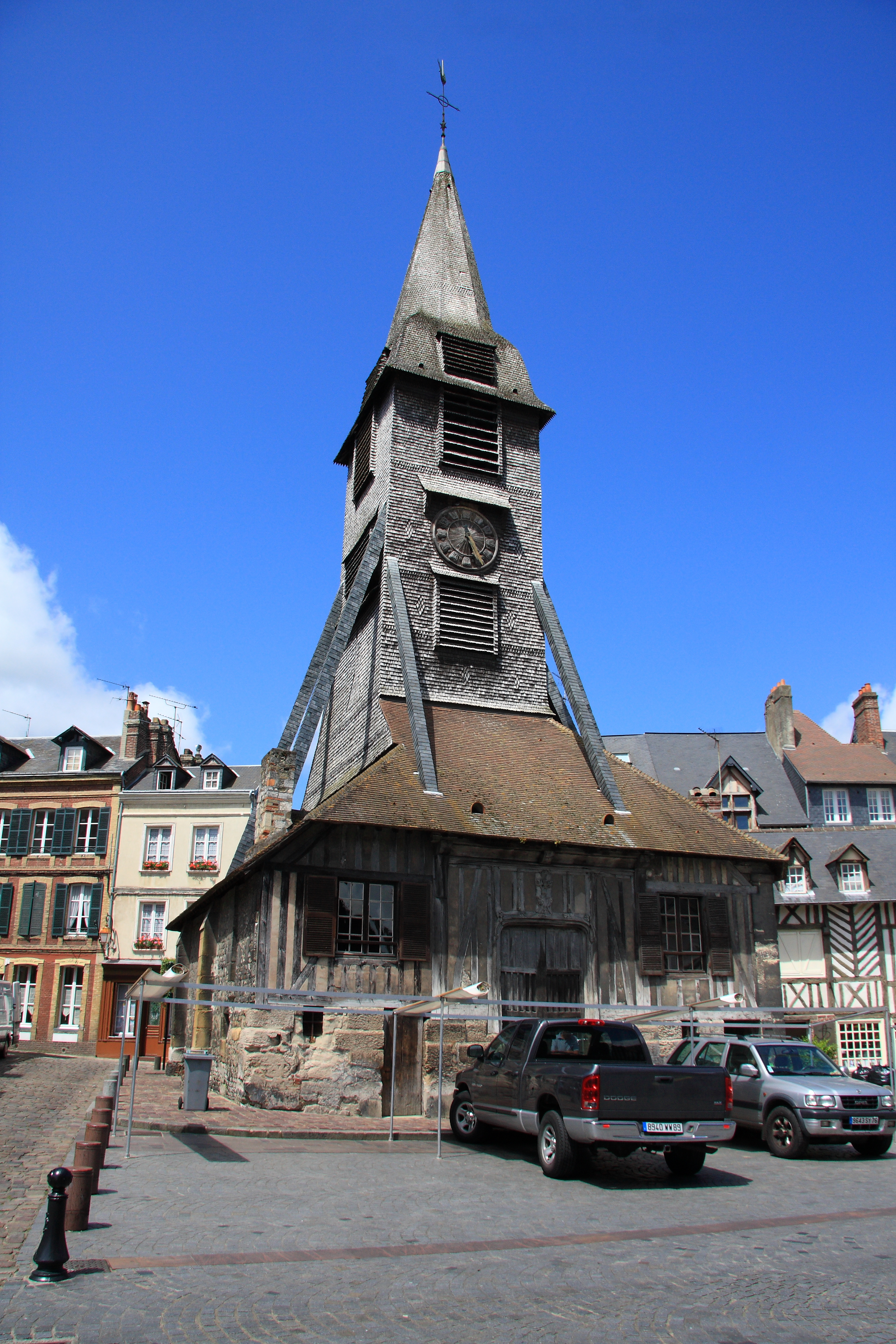
Clocher séparé avec demeure
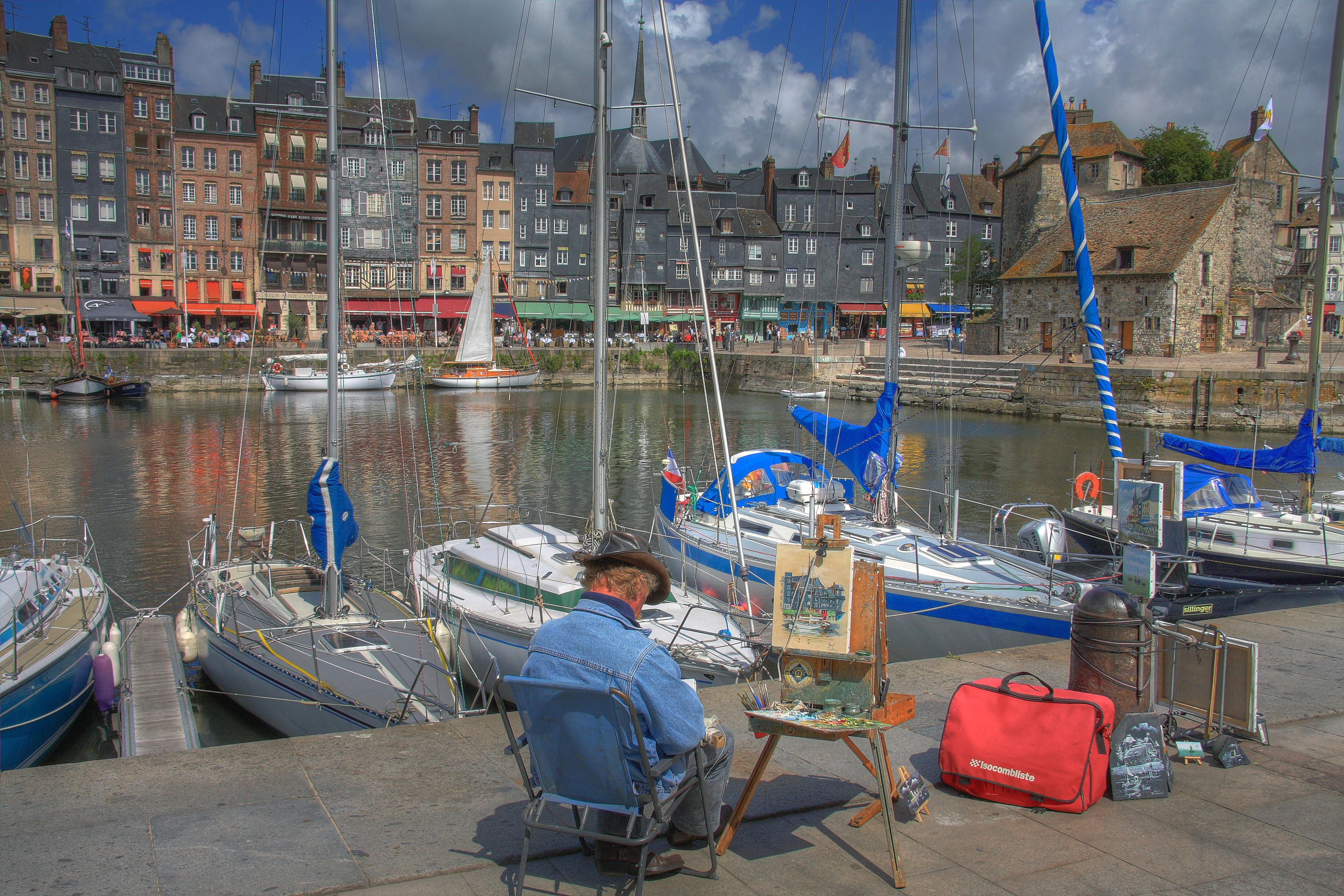
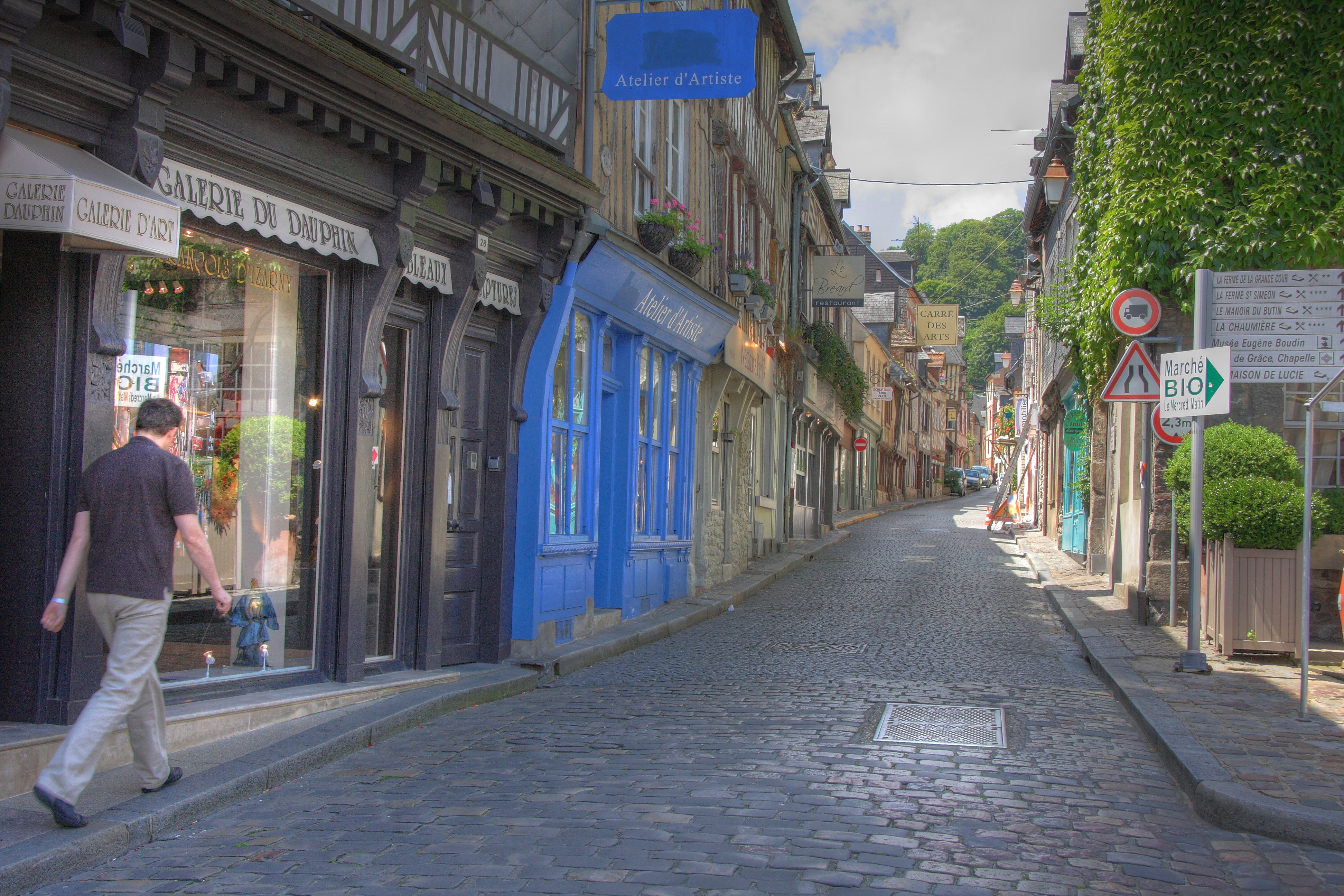
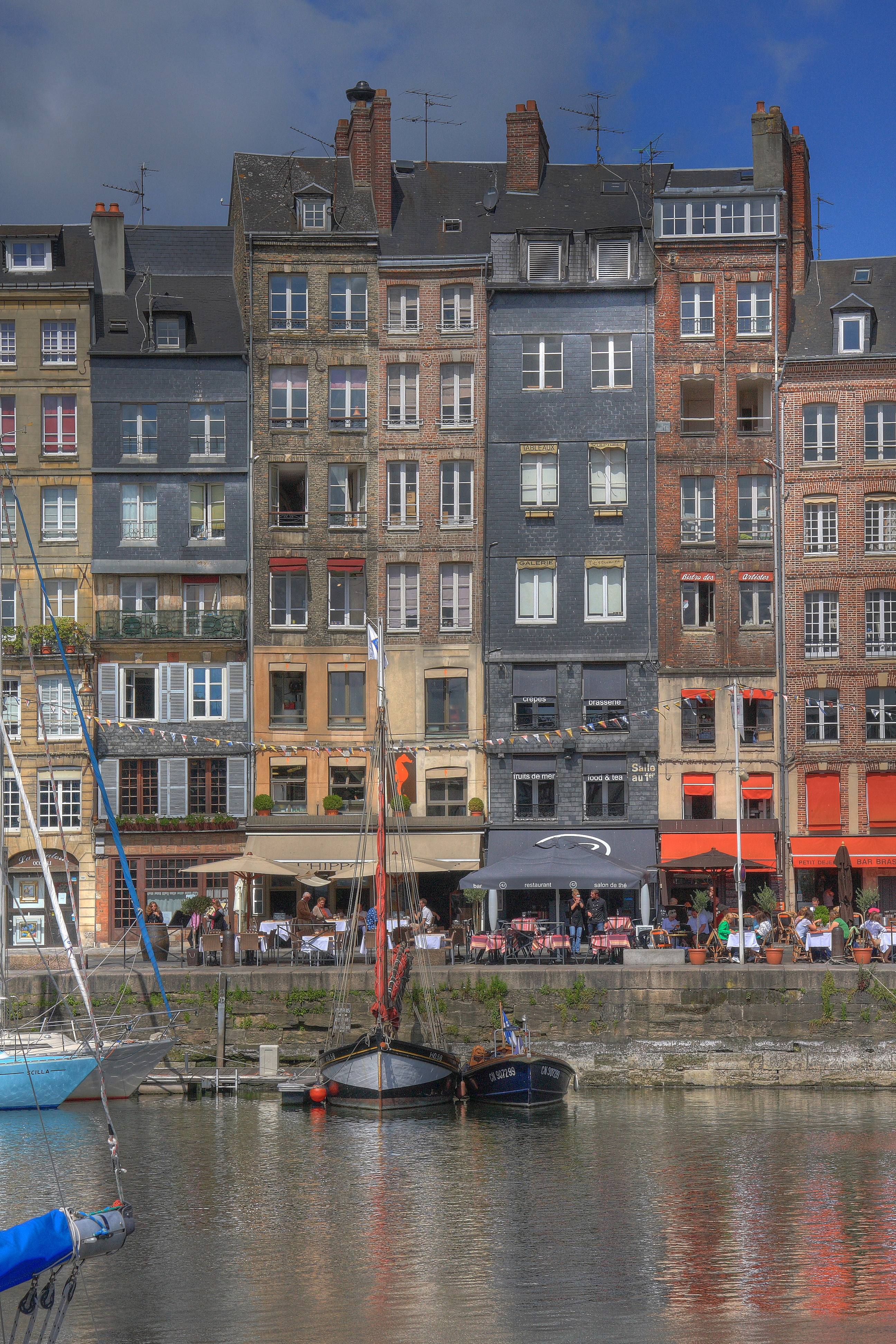
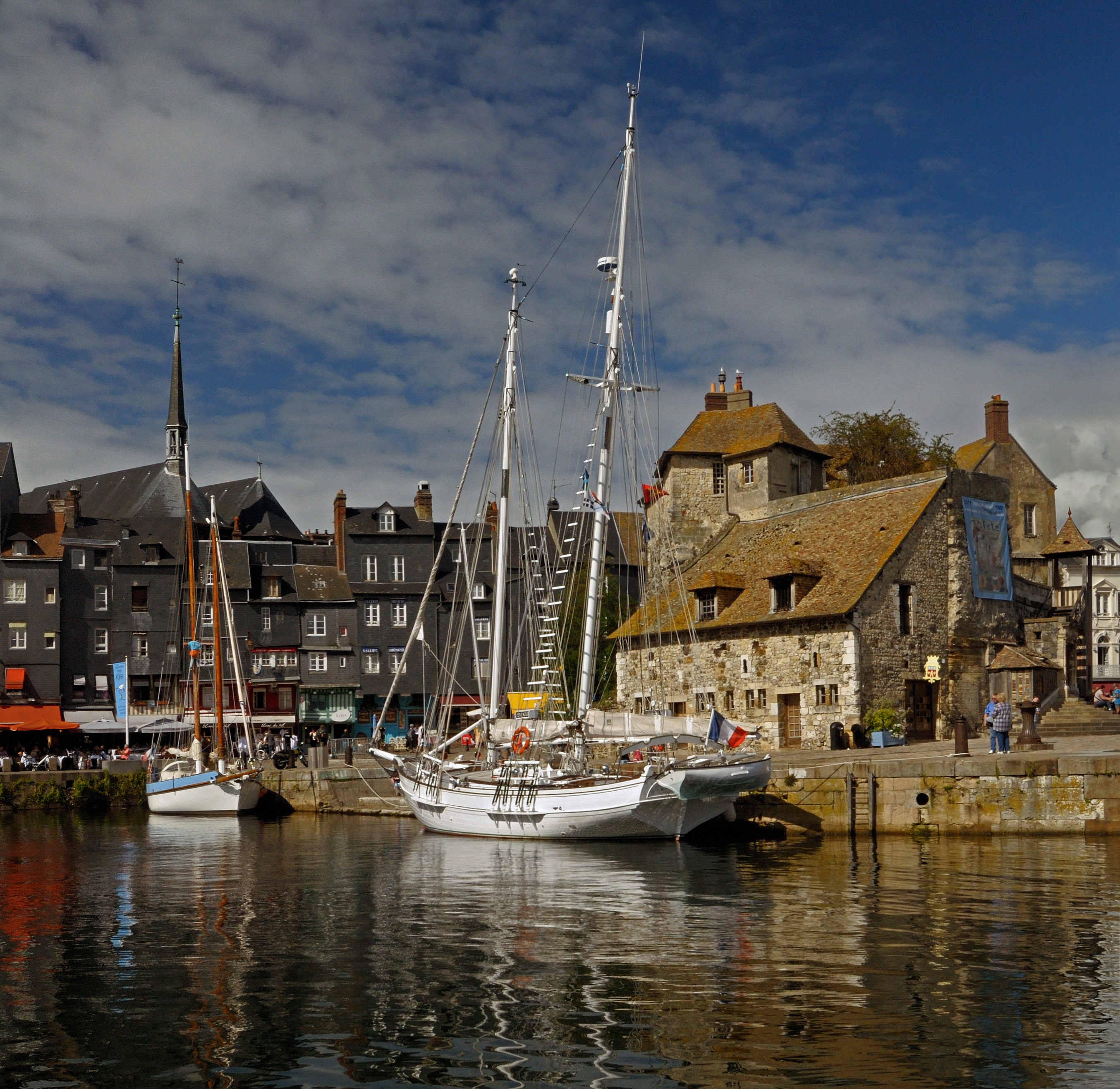
Старий порт
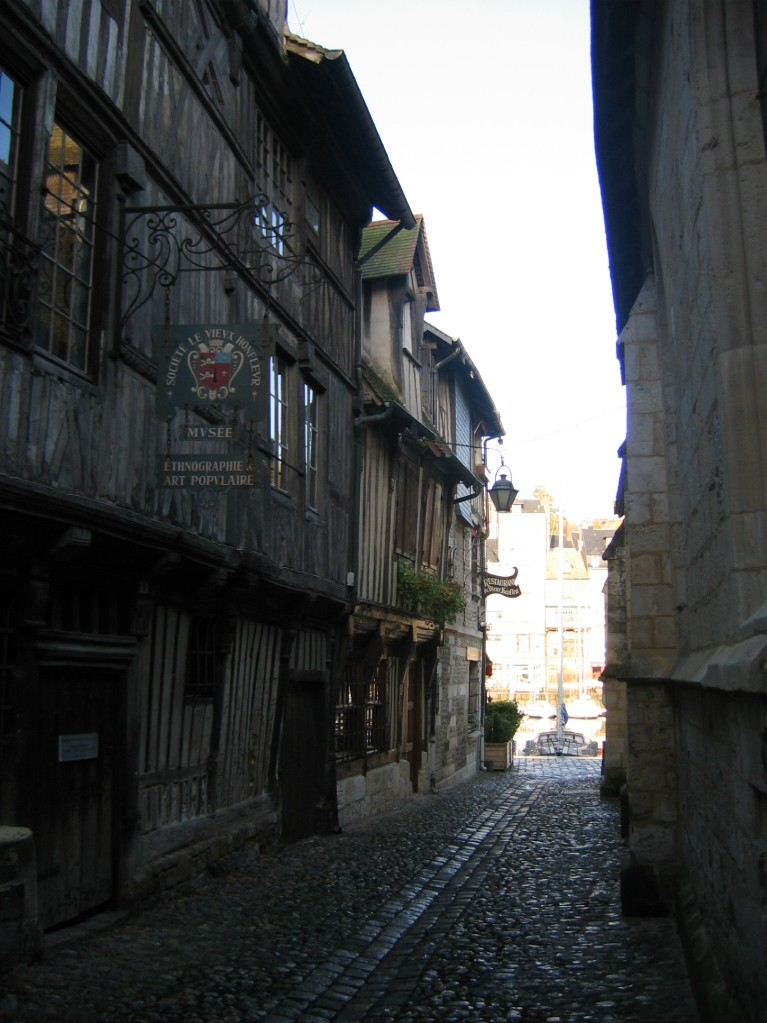
Une rue de Honfleur.
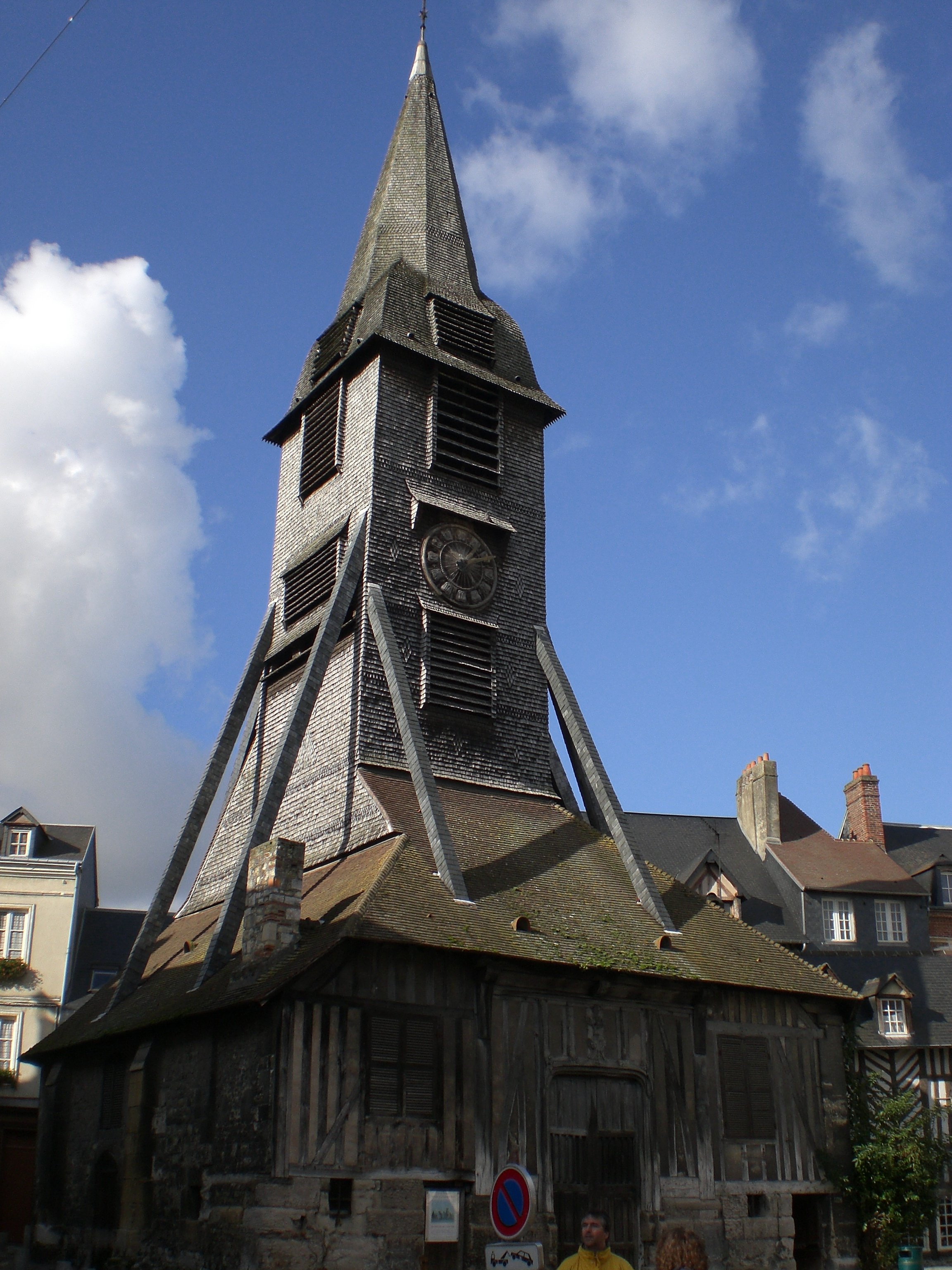
Онфлер, церква св. Катерини. її дерев'яна дзвіниця
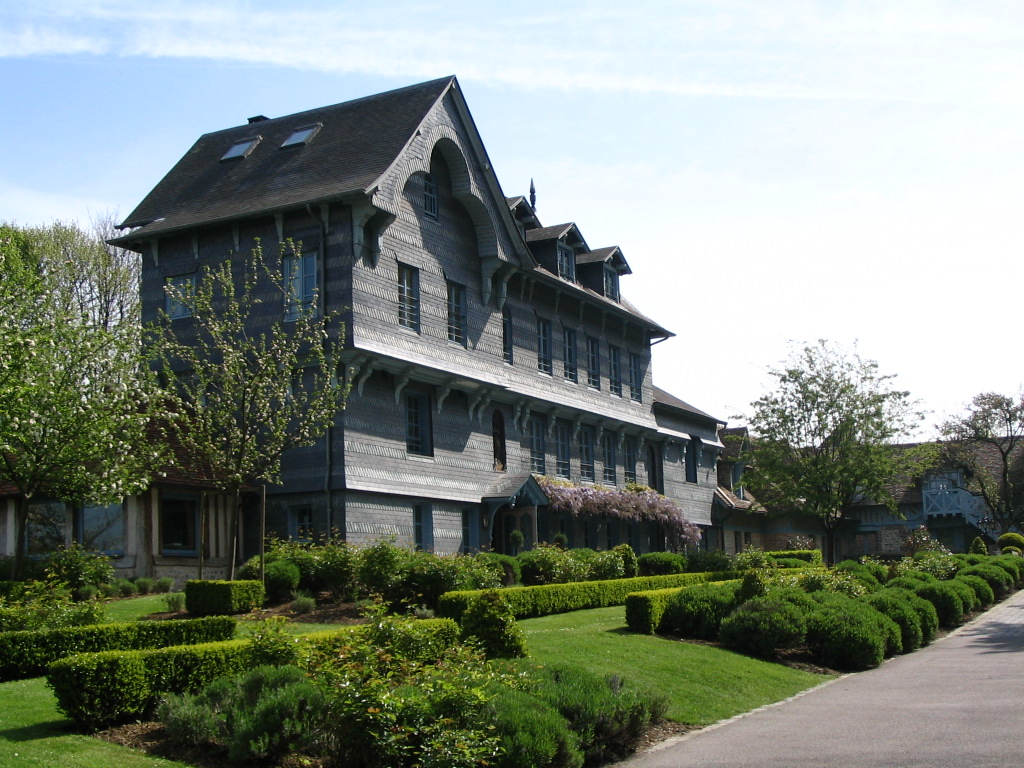
La ferme Saint-Siméon, lieu d'histoire de la peinture.
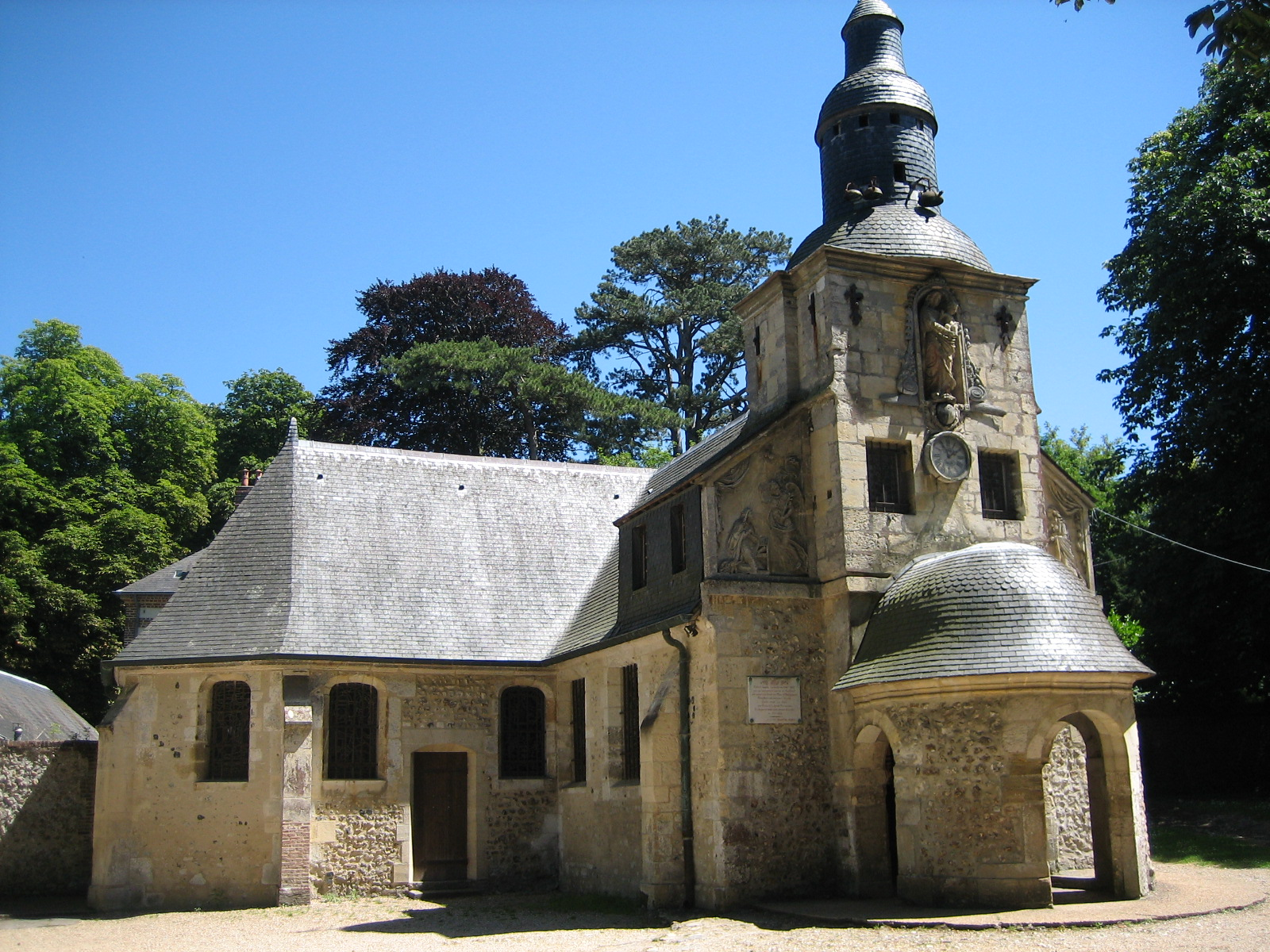
Каплиця Нотр-Дам де Грас (Chapelle Notre-Dame de Grâce)
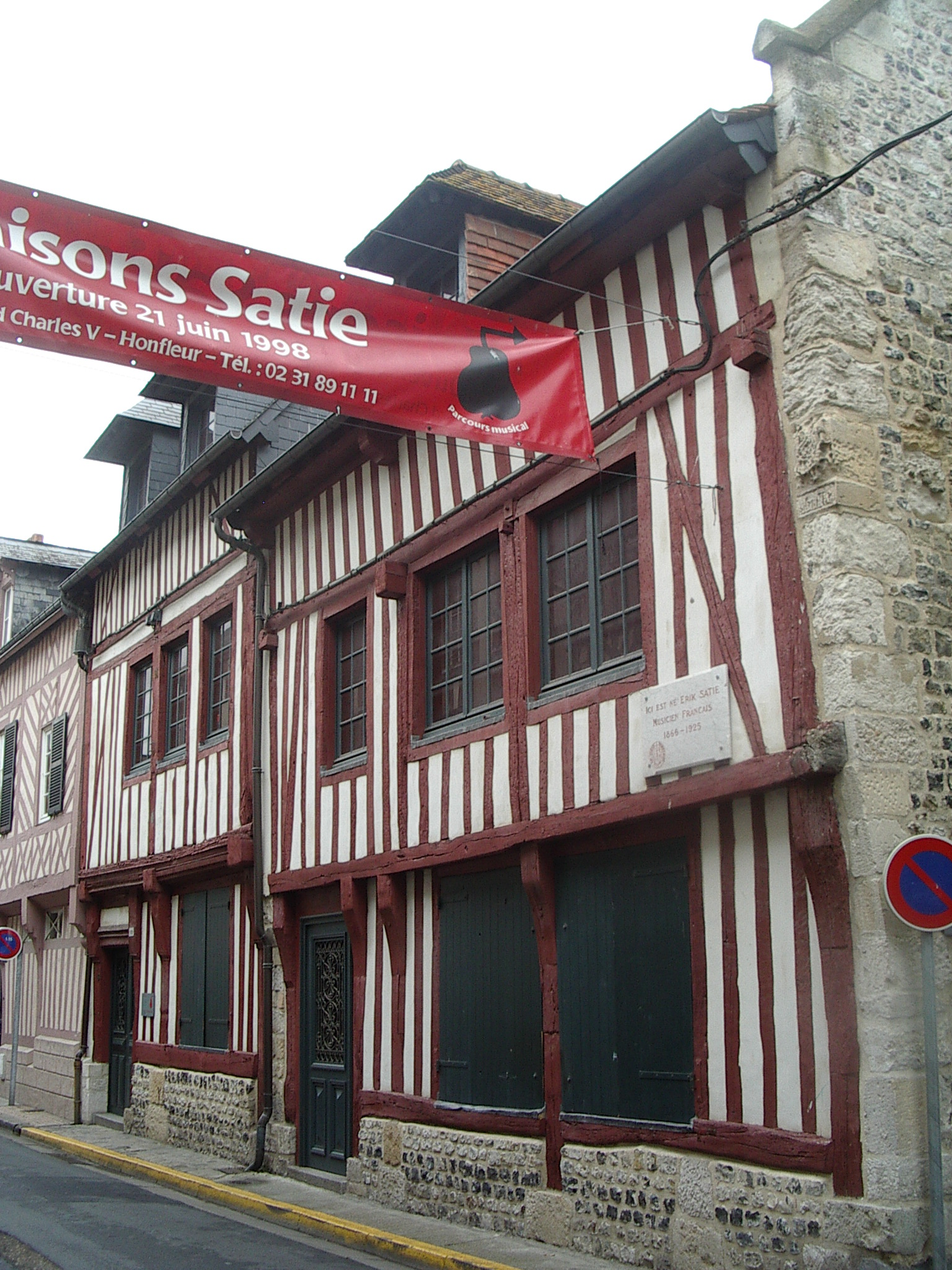
Les maisons Satie.
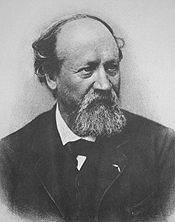
Французький художник Ежен Буден, уродженець Онфлера.
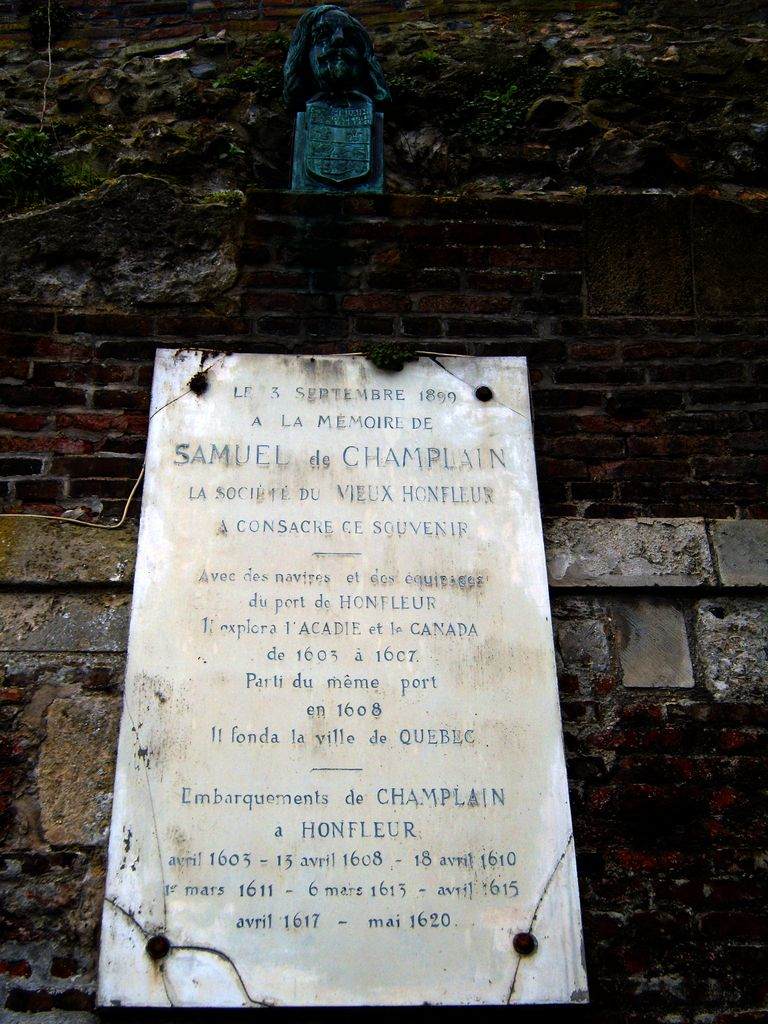
Plaque commémorative des départs de Champlain dans le port de Honfleur.